# Welykyj Sambir
Welykyj Sambir (ukrainisch Вели́кий Са́мбір; russisch Weliki Sambor Великий Самбор) ist ein Dorf im Westen der ukrainischen Oblast Sumy mit etwa 1200 Einwohnern (2004).
Die Ortschaft ist das Zentrum der gleichnamigen Landratsgemeinde im Rajon Konotop, zu der noch das 1 km nordwestlich liegende Dorf Brody (Броди ⊙) mit etwa 20 Einwohnern gehört.

## Geographie
Welykyj Sambir liegt am Ufer des Malyj Romen (Малий Ромен) kurz vor dessen Mündung in den Romen. Das Rajonzentrum Konotop liegt 28 km nördlich und das Oblastzentrum Sumy 132 km östlich vom Dorf. Im Westen grenzt das Dorf an die Oblast Tschernihiw, im Süden an das Dorf Deptiwka.